# Karangmulya (Bojongmangu)
Karangmulya is een bestuurslaag in het regentschap Bekasi van de provincie West-Java, Indonesië. Karangmulya telt 4593 inwoners (volkstelling 2010).